# Know-It-All
Albums de Alessia Cara
Four Pink Walls (en)
(2015) The Pains of Growing (en)
(2018)
Singles
1. Here
Sortie : 30 avril 2015
2. Wild Things
Sortie : 2 février 2016
3. Scars to Your Beautiful
Sortie : 26 juillet 2016

Know-It-All est le premier album studio de l'auteure-compositrice-interprète canadienne Alessia Cara. Il est sorti le 13 novembre 2015 et est distribué par les labels Def Jam et Universal.

## Liste des pistes
| Édition standard | Édition standard                      | Édition standard | Édition standard                  | Édition standard | Édition standard | Édition standard | Édition standard | Édition standard | Édition standard |
| No               | Titre                                 | Auteur | Producteur                        | Durée            |                  |                  |                  |                  |                  |
| ---------------- | ------------------------------------- | --- | --------------------------------- | ---------------- | ---------------- | ---------------- | ---------------- | ---------------- | ---------------- |
| 1.               | Seventeen                             | - Alessia Caracciolo - Andrew Wansel (en) - Warren Felder (en) - Coleridge Tillman (en) - Samuel Gerongco - Robert Gerongco - William Robinson, Jr. - Ronald White (en) | - Pop & Oak (en) - Kuya (en)      |                  |                  |                  |                  |                  |                  |
| 2.               | Here                                  | - Alessia Caracciolo - Andrew Wansel - Warren Felder - Coleridge Tillman - Samuel Gerongco - Robert Gerongco - Terence Lam - Isaac Hayes                                | - Pop & Oak - Sebastian Kole (en) |                  |                  |                  |                  |                  |                  |
| 3.               | Outlaws                               | - Alessia Caracciolo - Andrew Wansel - Warren Felder - Coleridge Tillman - Samuel Gerongco - Robert Gerongco                                                            | - Pop & Oak - Sebastian Kole      |                  |                  |                  |                  |                  |                  |
| 4.               | I'm Yours                             | - Alessia Caracciolo - Andrew Wansel - Warren Felder - Coleridge Tillman                                                                                                | - Pop & Oak - Sebastian Kole      |                  |                  |                  |                  |                  |                  |
| 5.               | Four Pink Walls                       | Alessia Caracciolo | Alan Nglish                       |                  |                  |                  |                  |                  |                  |
| 6.               | Wild Things                           | - Alessia Caracciolo - James Ho (en) - Coleridge Tillman - Thabiso Nkhereanye                                                                                           | - Malay (en) - Sebastian Kole     |                  |                  |                  |                  |                  |                  |
| 7.               | Stone (featuring Sebastian Kole (en)) | - Alessia Caracciolo - James Ho - Coleridge Tillman | - Malay - Sebastian Kole          |                  |                  |                  |                  |                  |                  |
| 8.               | Overdose                              | - Alessia Caracciolo - Andrew Wansel - Warren Felder - Coleridge Tillman - Samuel Gerongco - Robert Gerongco                                                            | - Pop & Oak - Sebastian Kole      |                  |                  |                  |                  |                  |                  |
| 9.               | Stars                                 | - Alessia Caracciolo - Coleridge Tillman - Samuel Gerongco - Robert Gerongco - Terence Lam                                                                              | - Sebastian Kole - Kuya           |                  |                  |                  |                  |                  |                  |
| 10.              | Scars to Your Beautiful               | - Alessia Caracciolo - Andrew Wansel - Warren Felder - Coleridge Tillman - Justin Franks (en)                                                                           | - Pop & Oak - Sebastian Kole      |                  |                  |                  |                  |                  |                  |
| 35:34            |                                       | |                                   |                  |                  |                  |                  |                  |                  |

## Classements et certifications
| Classement (2015-17)          | Meilleure position |
| ----------------------------- | ------------------ |
| Allemagne (Media Control AG)  | 99                 |
| Australie (ARIA)              | 16                 |
| Belgique (Flandre Ultratop)   | 80                 |
| Belgique (Wallonie Ultratop)  | 86                 |
| Canada (Canadian Albums)      | 8                  |
| Danemark (Tracklisten)        | 19                 |
| Écosse (OCC)                  | 27                 |
| États-Unis (Billboard 200)    | 9                  |
| France (SNEP)                 | 120                |
| Irlande (IRMA)                | 52                 |
| Norvège (VG-lista)            | 15                 |
| Nouvelle-Zélande (RIANZ)      | 26                 |
| Pays-Bas (Mega Album Top 100) | 34                 |
| Royaume-Uni (UK Albums Chart) | 14                 |
| Suède (Sverigetopplistan)     | 21                 |
| Suisse (Schweizer Hitparade)  | 50                 |
| Suisse (Charts Romandie)      | 34                 |

| Classement (2016)          | Position |
| -------------------------- | -------- |
| Canada (Canadian Albums)   | 22       |
| Danemark (Hitlisten)       | 61       |
| États-Unis (Billboard 200) | 42       |
| Suède (Sverigetopplistan)  | 61       |
| Classement (2017)          | Position |
| Danemark (Hitlisten)       | 72       |
| États-Unis (Billboard 200) | 112      |
| Suède (Sverigetopplistan)  | 80       |

| Région | Certification | Ventes/Streams |
| --- | ------------- | -------------- |
| Australie (ARIA) | Or            | 35 000^        |
| Canada (Music Canada) | Platine       | 80 000^        |
| Danemark (IFPI Danmark) | Platine       | 20 000*        |
| États-Unis (RIAA) | Platine       | 1 000 000‡     |
| Royaume-Uni (BPI) | Argent        | 60 000^        |
| *Ventes selon la certification ^Mise en rayon selon la certification xNon précisé par la certification ‡ventes/streaming selon la certification |               |                |

*Certification
| Région    | Certification | Ventes/Streams |
| --------- | ------------- | -------------- |
| Singapour | Or            | -              |